# Кикнадзе, Георгий Иванович
Георгий Иванович Кикнадзе (груз. გიორგი ივანეს ძე კიკნაძე, 1902, Хашури — 3 сентября 1963, Тбилиси) — грузинский советский экономист, партийный и государственный деятель.
Ректор Тбилисского государственного университета. Нарком образования Грузинской ССР (1938—1944). Нарком/министр иностранных дел Грузинской ССР (1944—1952).

## Биография
Среднее образование получил в Хашури. В 1930 году окончил социально-экономический факультет Тбилисского государственного университета и получил специальность «экономист». В том же году поступил в университетскую аспирантуру.
С 1929 по 1934 год — на партийной работе.
В 1934 году направлен в Москву для обучения в Высшей партийной школе.
В 1937 году, после окончания аспирантуры, защитил диссертацию и получил учёную степень кандидата педагогических наук.
Назначен директором Центрального научно-исследовательского института педагогики народов Советского Союза.
С 1937 по 1938 год — ректор Тбилисского университета. С 1938 по 1944 год — нарком просвещения Грузинской ССР, а с 1944 по 1952 год — нарком/министр иностранных дел Грузинской ССР.

## Награды
Орден Трудового Красного Знамени